# 太平 (南梁)
太平（556年九月—557年十月）是南朝梁政權梁敬帝蕭方智的年号，共计近1年。

## 纪年
| 太平 | 元年  | 二年  |
| ---- | ----- | ----- |
| 公元 | 556年 | 557年 |
| 干支 | 丙子  | 丁丑  |

## 同期存在的其他政权年号
- 中國
  - 天保（550年五月—559年十二月）：北齐政权北齊文宣帝高洋年号
  - 大定（555年正月—562年正月）：西梁政權梁宣帝蕭詧的年号
  - 建昌（555年—560年）：高昌政权麴寶茂年号
- 朝鮮半島
  - 開國（551年—568年）：新羅真興王的年號

## 参看
- 中国年号列表
- 其他使用太平年號的政權